# سان‌فرانسیسکو (فیلم ۱۹۳۶)
سان فرانسیسکو (انگلیسی: San Francisco) فیلمی در ژانر درام به کارگردانی دی. دبلیو. گریفیث و دبلیو. اس. ون دایک است که در سال ۱۹۳۶ منتشر شد.
این فیلم برنده جایزه اسکار بهترین صدابرداری در سال ۱۹۳۶ شده است.

## بازیگران
- کلارک گیبل
- اسپنسر تریسی
- جانت مک‌دانلد
- جسی رالف
- تد هیلی
- جک هولت
- ادگار کندی
- راسل سیمپسون
- گرترود آستور
- دی. دبلیو. گریفیث
- جین آکر
- کنث هارلن
- رالف لویس
- وارن هایمر
- رابرت مکنزی
- بل میچل
- شرلی راس
- جری تاکر
- ادوارد اِرل
- فرانک شریدان
- چارلز سالیوان
- لئونارد کیبریک